# Kujawianka
Kujawianka – zakład zlokalizowany w południowej części Włocławka.

## Historia
Zakład powstał w 1926 roku jako „Wytwórnia Cukrów Związku Spółdzielni Spożywców”, zatrudniając stale 100 robotników pracujących w systemie trójzmianowym. Produkowano wówczas 30 gatunków cukierków, dostarczając je wyłącznie zrzeszonym w związku spółdzielniom. Poza fabryką przedsiębiorstwo posiadało również własne składy towarowe, bocznicę kolejową z placem ładunkowym, dwa domy mieszkalne dla pracowników oraz budynek biura Wytwórni.
W okresie swojej świetności były największym przedsiębiorstwem cukierniczym w strukturach „Społem” oraz wiodącym producentem bombonier i karmelków w Polsce.
W okresie powojennym na miejscu starego zakładu wybudowano nowy.
Po kilku zmianach własnościowych, obecna Kujawianka jest fabryką, gdzie kontynuowane są tradycje poprzedników. Zakład stale podnosi poziom techniczno-produkcyjny, przechodząc od rękodzielnictwa cukierniczego do mechanizacji i automatyzacji produkcji. W 2010 roku, zgodnie z wymogami HACCP, powstała linia produkcyjna do drażerowania orzechów, migdałów, żurawiny i płatków kukurydzianych.
W 2007 przychody netto firmy wyniosły 32 013 tys. zł. Marka Kujawianka należała wówczas do Swissco Sp. z o.o., a obecnie należy do firmy Atlanta Poland SA.

## Produkty
Kujawianka produkuje: czekolady nadziewane, bomboniery, cukierki czekoladowe, karmelki, batony i drażetki.